# 須長三郎
須長三郎（すなが さぶろう、1957年2月17日 - ）は、元アマチュア野球選手、高校野球指導者。埼玉県東松山市出身。埼玉県立川越工業高等学校、早稲田大学卒。

## 経歴

### 選手
川越工業高校では2年生の時にエース指田博（帝京大－鷺宮製作所）を擁し、左翼手、四番打者として1973年夏県大会を勝ち進む。決勝では熊谷商の鎗田英男（法大－日本石油）を打ち崩し甲子園出場。本大会でも準決勝に進出するが、広島商の佃正樹らに完封を喫する。早稲田大学に進学。東京六大学野球リーグでは1978年秋季リーグで9季ぶりのリーグ優勝に貢献、ベストナイン（一塁手）に選出される。直後の明治神宮野球大会では準決勝で中本茂樹のいた同志社大に敗れる。リーグ通算55試合出場、140打数41安打、打率.293、2本塁打、27打点。大学同期には金森栄治、中屋恵久男らがいた。卒業後は金森、中屋とともに社会人野球のプリンスホテル硬式野球部に進む。1980年には石毛宏典、中尾孝義らと、チームを都市対抗初出場に導くが、2回戦で新日鐵釜石に延長13回の熱戦の末に敗退した。

### 指導者
プリンスホテルには3年間在籍。現役選手引退後、地元埼玉県内の高校野球指導者として、秀明高校、埼玉工業大学深谷高等学校（現・正智深谷高等学校）、東京農業大学第三高等学校の監督を務めた。秀明高校では、監督就任3年目にして選抜甲子園に出場した。また本庄第一高等学校で野球部監督として2008年夏、北埼玉代表（記念大会のため埼玉県より2校出場）として甲子園に初出場し1勝をあげた。2010年夏、埼玉代表として甲子園に2度目の出場を果たした。外国出身の選手を招いて育成するなど、埼玉の高校野球界に新風を吹き込んだ。その後は鹿児島県の第一工科大学で部長兼監督を経て千葉県の成美学園高校監督。